# Carl Herrmann
Carl Herrmann, sobrenombre de Compars Herrmann, (Hanover, 23 de enero de 1816 - Karlsbad, 8 de junio de 1887) fue un ilusionista alemán. El nombre de los Herrmann es conocido como el de la primera familia de la magia. Samuel, padre de Carl, fue el primer miembro de la familia en disfrutar de la magia como afición. Carl (Compars), su hijo mayor, dejó la escuela de medicina a una edad temprana para seguir su carrera como mago, siendo el primero de los Herrmann en adquirir fama como prestidigitador. El más pequeño de sus hermanos, Alexander (con el que se llevaba 27 años de edad), también fue un ilusionista famoso.

## Carrera del padre como mago
Según la costumbre de los Herrmann, Samuel era mago a tiempo parcial y médico a tiempo completo. Se convirtió en el ilusionista favorito del sultán de Turquía, que requería sus servicios a menudo, y con quien ganó grandes sumas de dinero. También se dice que estaba recibiendo tanta atención por parte de la élite de París con sus espectáculos de magia, que fue llamado al ser coronado emperador por el propio Napoleón Bonaparte, quien le habría regalado a Samuel un reloj de oro por su actuación.
La práctica de la medicina le exigía la mayor parte de su tiempo, por lo que finalmente abandonó la magia por completo. Sin embargo, con el nacimiento de su hijo mayor Compars (posteriormente conocido como Carl) en 1816 en Hannover, Alemania, decidió establecerse allí y continuar con sus espectáculos de magia.

## Primeros años
Siendo un muchacho, jugaba en los terrenos del palacio de Fontainebleau con sus amigos. Sorprendidos por una cabalgata que subía por la calle. Casi todos huyeron corriendo, pero Carl trepó a un árbol para esconderse, y allí comenzó a imitar el trino de los pájaros para disimular su presencia. Dos jóvenes príncipes, hijos de Luis Felipe I de Francia (Antoine y Henri), escucharon los trinos y quisieron echar un vistazo a los pájaros. Separaron el follaje y descubrieron al sonriente Carl. El rey ciudadano y las damas del carruaje se divirtieron tanto, que lo invitaron a entrar en el palacio.
Vivió en París cuando era joven. Su padre insistió en que estudiara medicina, pero Carl estaba más interesado en actuar. Tuvo un éxito temprano como mago, pero trató de complacer a su padre ganándose la vida lejos del escenario. Tenía poco más de veinte años cuando se encontraba sin trabajo y desesperado por conseguir dinero. Así que se decidió a recurrir a la única profesión que conocía, la magia.

## Carrera
Carl dejó la escuela y se unió a una compañía de actores. Desde allí se abrió paso por su cuenta: empezó con la realización de espectáculos públicos y luego pasó a actuar en locales cerrados, siendo contratado más adelante para mostrar su espectáculo en distintos escenarios teatrales. Era delgado, de apariencia algo demoníaca. Lucía una barba imperial y bigote para remarcar su mirada mefistofélica. El humor de sus espectáculos era sutil, y presentaba su magia de una manera misteriosa.
Practicaba el ventriloquia además de la magia, aunque su carrera quedó interrumpida durante un tiempo cuando cumplió el servicio militar en el ejército francés. Una vez licenciado, se hizo asiduo del Théâtre Robert-Houdin, donde actuaba el mago Jean Eugène Robert-Houdin. Lo que más le impresionó fueron las muchas nuevas ilusiones presentadas por el antiguo relojero convertido en mago.
Logró ganar lo suficiente con el fin de comprar equipo para una producción de tres horas. Compró la mayoría de sus ilusiones al asistente de confianza de Robert-Houdin, LeGrand, quien hizo réplicas del equipo de Houdin y se las vendió al mago francés Robin, al mago escocés John Henry Anderson y a Carl Herrmann, que se dispuso a realizar una gira con su propio espectáculo.
En abril de 1848, The Illustrated London News comentó la actuación del mago de 32 años en la capital británica: "No solo era experto en los trucos de sus predecesores, que Phillipe y Doebler ya habían mostrado, sino que también introdujo varios misterios nuevos e impactantes". Elogiaron trucos como la Botella Inagotable, que producía interminables cantidades de diferentes licores en lo que parecía ser una cantidad ilimitada; El Portafolio vacío, del que sacaba elementos como flores, tórtolas o un niño; y la Segunda vista, reconociendo objetos a través de un asistente con los ojos vendados.
Lo que el Illustrated London News no sabía era que esas "maravillas" habían sido creadas por Robert-Houdin en París. Cuando se presentó en Londres a finales del año en el St. James Theatre, el mago Robert-Houdin mostró su indignación respecto a que su amigo presentara duplicados de sus trucos. Además, estaba molesto con los títulos con los que se anunciaba Carl. Finalmente, le permitió utilizar el de "Primer Prestidigitador de Francia", pero conservó el de "Primer profesor de magia del mundo".
Dos años más tarde retomó las ilusiones copiadas a Robert-Houdin y actuó en Alemania, Austria e Italia. En Portugal, fue condecorado por el rey y se convirtió en el Chevalier Herrmann. Durante esta gira continuó desarrollando sus habilidades de prestidigitación y adaptándolas a su programa. Después de hacer aparecer cuatro peceras de colores, caminaba hacia la audiencia e invitaba a los espectadores a inspeccionar sus brazos y su ropa, de la que sorprendentemente sacaba una quinta pecera.
A finales de 1866 fue uno de los principales benefactores de las víctimas argentinas de la guerra del Paraguay, donando recaudaciones para atender a los soldados y sus familiares. Incluso viajó al campamento de Tuyutí en el frente de batalla para entretener a las tropas.

## Relación con su hermano Alexander
Cuando Carl ya era un mago profesional, el más pequeño de sus hermanos, Alexander, siendo un niño todavía, mostró la decidida voluntad de dedicarse a la magia. Sin contar con sus padres, Carl decidió convertirse en mentor de su hermano pequeño, y se lo llevó de gira por Europa como ayudante en sus espectáculos. Finalmente, tras llegar a un acuerdo con su madre cuando estaban en Viena, Alexander volvió con sus padres, con la promesa de volver a acompañar a su hermano mayor más adelante. Tres años después, empezarían a trabajar juntos de nuevo. Realizarían una exitosa gira por los Estados Unidos, con la que ganaron una considerable cantidad de dinero. En 1862, Carl regresó a Europa, propiciando el comienzo de la carrera de Alexander en solitario.

## Gira europea
Carl volvió a actuar en las capitales de Europa. Mientras tanto, Alexander había llevado su propio espectáculo a Londres en 1871, permaneciendo tres temporadas en el Egyptian Hall. Durante este tiempo, Carl se retiró de los escenarios.
El pánico de 1873 provocó su ruina, tras el desplome de la Bolsa de Valores de Viena. Necesitaba dinero y la única forma de pagar sus deudas era volver a trabajar. Los dos hermanos magos se reencontraron en 1885 en París. Carl todavía estaba molesto con Alexander por su triunfo en el Egyptian Hall, y no quería retirarse hasta recuperar su fortuna. Entonces llegaron a un acuerdo para dividirse el mundo: Carl trabajaría solo en Europa y Alexander solo en los Estados Unidos.

## Muerte delProfesorHerrmann
Unos años más tarde, mientras estaba en Nueva York, Alexander escuchó la noticia de la muerte de su hermano Carl. El profesor Herrmann murió el 8 de junio de 1887 en Karlsbad (Alemania). Alexander estaba muy afectado. Incluso con la rivalidad existente entre ellos, no pudo evitar sentir que se lo debía todo. "Siempre hemos tenido un sentimiento cálido y fraterno el uno con el otro", dijo a un periódico.